# Gulf Breeze, Florida
Gulf Breeze är en stad (city) i Santa Rosa County, i delstaten Florida, USA. Enligt United States Census Bureau har staden en folkmängd på 5 870 invånare (2011) och en landarea på 12,1 km².